# Santa Fe Klan
Ángel Jair Quezada Jasso (Ciudad de Guanajuato, 29 de noviembre de 1999) conocido como Santa Fe Klan, es un rapero mexicano. Además del rap, ha incorporado a sus producciones ritmos de cumbia y regional mexicano. Fue colocado en el puesto número treinta y uno en la lista de los «50 grandes raperos en la historia del rap en español», publicada por la revista estadounidense Rolling Stone.

## Biografía
Nació y creció en la colonia Santa Fe de la ciudad de Guanajuato, de donde tomó su nombre artístico. A los 13 años aprendió a grabar sus propias canciones y a los 14 ya contaba con un estudio propio. Se mudó de Guanajuato a Guadalajara para proseguir su carrera artística, luego de que el productor Alan "Alzada" Ledesma lo descubriera. En esa ciudad se unió a Alzada Récords, un sello discográfico independiente dedicado al impulso del rap y el hip hop mexicano, mismo con el que grabó sus primeras producciones, y que dejó en 2020, luego del éxito alcanzado con la canción Por Mi México, del artista Lefty SM, del mismo sello.
En abril de 2021 presentó el sencillo «Grandes ligas» que grabó junto a Snoop Dogg y Lupillo Rivera. En agosto de 2021 su colaboración con Calibre 50 y Beto Sierra «Cuidando el territorio» alcanzó en pocos días millones de reproducciones en plataformas digitales. Durante la pandemia de COVID-19 compró un acordeón colombiano y centró su creatividad en la cumbia, género que escuchó de pequeño por sus padres y por sonideros en su barrio, resultando en su producción Santa Cumbia, producida por Toy Selectah y Camilo Lara del Instituto Mexicano del Sonido, y tomó una semana como periodo de grabación. Previo a dicho álbum, Santa Fe Klan ya había experimentado con cumbia y rap para una colaboración con Steve Aoki.

## Premios y reconocimientos
- Premio a la canción independiente por la Sociedad de Autores y Compositores de México, 2021.[5]